# Gert-Ludwig Ingold
Gert-Ludwig Ingold (* 1960 in Stuttgart) ist ein deutscher Physiker.

## Leben
Nach der Promotion zum Dr. rer. nat. 1988 an der Universität Stuttgart und der Habilitation 1993 an der Universität Essen wurde er 1994 Professor für Theoretische Physik an der Universität Augsburg.
Seine Forschungsthemen sind der Casimir-Effekt, dissipative Quantensysteme, Quantensysteme im Phasenraum, semiklassische Physik und mesoskopische Physik.

## Schriften (Auswahl)
- mit Astrid Lambrecht: Die 101 wichtigsten Fragen – moderne Physik. München 2008, ISBN 978-3-406-56803-9.
- Quantentheorie. Grundlagen der modernen Physik. München 2015, ISBN 978-3-406-47986-1.
- mit Vinicius Henning, Benjamin Spreng und Paulo A. Maia Neto: Casimir interaction between a plane and a sphere: correction to the proximity-force approximation at intermediate temperatures. Augsburg 2021.
- mit Tanja Schoger: Classical Casimir free energy for two Drude spheres of arbitrary radii: a plane-wave approach. Augsburg 2021.